# Efeito do espectador
Efeito do espectador ou difusão de responsabilidade é um fenômeno observado em psicologia social e descrito pela primeira vez por John Darley e Bibb Latané em um estudo de 1968, que aponta para o fato de que a presença de outras pessoas (ou seja, expectadores) diminuem as chances de uma pessoa intervir em uma situação de emergência. O efeito passou a ser conhecido também como síndrome de Genovese em alusão a Catherine Susan Genovese, que em 13 de março de 1964, aos 28 anos, foi vitima de homicídio por múltiplo esfaqueamento por um homem que a abordou nas proximidades de sua residência, por volta das 3:20 da manhã, no Queens, na cidade de Nova York, sem que ninguém a ajudasse apesar dos seus insistentes pedidos de ajuda e do grande número de testemunhas que confirmaram ter ouvido os gritos da vítima. A polícia só foi chamada meia hora depois. A morte trágica e a aparente falta de reação dos vizinhos repercutiram na mídia instigando o estudo deste fenômeno social.
No estudo de 1968 de Darley e Latané, em parte influenciado pelo caso trágico de Genovese ocorrido anos antes, uma pessoa era colocada em uma sala para responder a um questionário. Lhe era informado que numa sala anexa um outro participante ou um grupo de participantes estariam também respondendo ao questionário. Nesta sala anexa, gravadores reproduziam áudios de pedido de ajuda e socorro simulando uma convulsão tempos depois do início do experimento. As pessoas ao qual foram informadas que na sala anexa apenas um outro participante estava a responder o formulário, tendiam a intervir com o objetivo de ajudar com maior probabilidade do que as pessoas que foram informadas que haviam mais participantes na sala anexa. A probabilidade de intervenção decaia conforme o número de participantes informados que estariam presentes na sala anexa subia.

## Fatores capazes de atenuar o efeito do espectador
Em um estudo publicado em 1975 e conduzido por Thomas Moriarty pela universidade de Nova York no verão de 72, ficou comprovado que os espectadores tinham maior probabilidade de intervir em uma situação de emergência se eles tivessem se comprometido antecipadamente com a vítima. No experimento, um grupo de pertences da vítima que estavam próximos a uma outra pessoa eram roubados, aquelas pessoas que haviam se comprometido com a vítima em tomar conta dos seus pertences (enquanto ela se ausentava do local naquele momento) tinham mais chance de perceberem o roubo e de intervir na situação do que aquelas do grupo de controle com quem a vítima não havia feito nenhum compromisso prévio. A conclusão dos autores é de que o compromisso prévio gera um espectador mais responsivo.
Estudos subsequentes de Darley e Latané na década de 70 mostraram também que a forma como o espectador era solicitado a ajudar na situação influenciava o seu comportamento. Mais pessoas ajudavam quando a vítima solicitava a ajuda do espectador pelo nome. Quando uma justificativa para a ajuda era dada ao espectador, as chances de ele intervir também aumentavam se comparadas a um pedido de ajuda sem nenhuma justificativa apresentada.
Reduzir a ambiguidade também aumenta as chances de intervenção em situações de emergência com multiplos espectadores. Quando a situação é claramente percebida como uma situação de emergência as pessoas são mais propensas a agir.

## Críticas
Uma metanálise publicada em 2011 revisou mais 100 estudos publicados nos últimos 50 anos sobre o efeito do espectador, concluindo que o efeito existe, porém menos intenso do que se acreditava anteriormente, especialmente em situações de emergência claras, onde o efeito observado pode até se inverter. Podemos de fato deixar de agir diante de uma situação de emergência por receio de sermos censurados por fazer algo que prejudique ainda mais a situação, por acharmos que faz mais sentido deixar outras pessoas agirem em nosso lugar ou por causa da hambiguidade da situação, que pode nos fazer pensar que não há nada de errado ocorrendo. No entanto, o efeito é ateunuado se os espectadores puderem se comunicar uns com os outros (ao invés de estarem separados por paredes e em cômodos diferentes, como nos primeiros estudos realizados sobre o fenômeno), e inclusive se inverter em situações onde o risco de vida for claramente percebido, como em situações de afogamento ou agressões violentas
Em um outro estudo publicado em 2019, que avaliou 10 situações reais de emergência capituradas por sistemas de viligância em locais públicos demonstrou que o aumento na presença de expectadores está correlacionado com maior e não menor probabilidade de alguém intervir em uma situação de risco.
Sobre o assassinato de Genovese que deu origem ao estudo do fenômeno, um historiador amador chamado Joseph de May que havia se mudado para a região onde ocorreu o crime decidiu investigar o caso pessoalmente, chegando as seguintes conclusões: Era de madrugada e fazia frio, a rua era mal iluminada e a maioria dos vizinhos estavam com as janelas fechadas por causa do frio. Quando se escutaram os primeiros gritos, a maioria das pessoas que olham para fora não vêem nada de anormal, alguns vêem a silhueta de uma mulher cambaleando e por causa da hambiguidade provocada pelo contexto acreditam se tratar apenas de uma bebâda, já que havia um bar próximo do local. Ainda assim, a policia recebeu duas ligações de vizinhos logo após o início do ataque, mas essas ligações foram ignoradas, talvez pela atendente da polícia pressupor se tratar apenas uma briga entre marido e mulher (na época era comum as pessoas não se intrometerem neste tipo de situação). E quanto ao número grande de testemunhas citadas nas primeiras notícias de jornais que teriam se omitido diante do crime? Na verdade a quantidade total de testemunhas citadas em reportagens de jornais na época, 38 no total, se tratava de uma lista de pessoas interrogadas pela polícia, sendo que a grande maioria dessas pessoas não tinham sido testemunhas oculares e algumas se quer tinham acordado com os barulhos durante o ataque a Genovese.